# Boaco (departement)
Boaco je jedním z 15 departementů Nikaraguy. Leží ve vnitrozemí země. Má příhodné klima pro pěstování tropických plodin i chování dobytka. Do roku 1938 spadal pod departement Chontales. Departament má rozlohu 4244 km² a podle sčítání z roku 2006 zde žije kolem 171 000 obyvatel.
Departament se rozděluje do šesti okresů, jimiž jsou:
1. Boaco (58 496)
2. Camoapa (38 758)
3. San José de los Remates (8 271)
4. San Lorenzo (50 054)
5. Santa Lucía (8 871)
6. Teustepe (30 232)

V závorkách uveden počet obyvatel ke dni 30.6.2012